# Alaric et Eric
Pour les articles homonymes, voir Alaric et Eric.
Ne doit pas être confondu avec Alaric (roi des Goths).
Alaric et Eric (en vieux norrois : Alrekr et Eiríkr) sont deux rois légendaires de Suède de la dynastie des Ynglingar qui règnent en diarchie vers la fin du IVe siècle.

## Biographie

### Dans laSaga des Ynglingar
Selon la Saga des Ynglingar, Alaric et Eric étaient les fils et les héritiers du précédent roi Agni par sa femme Skjálf. Ils partagèrent la royauté. Ils étaient puissants, dans la guerre comme dans le sport mais furent plus particulièrement des cavaliers habiles et rivalisaient l'un envers l'autre concernant leur qualité de cavalier et celle de leurs chevaux.
Un jour, ils ont chevauché loin de leur escorte et ne revinrent pas. Ils ont été retrouvés morts avec la tête meurtrie, mais sans armes avec eux mis à part les mors de la bride de leurs chevaux. On a donc cru qu'ils s'étaient querellés et en étaient venus aux mains et qu'ils s'étaient entretués avec les mors de leur bride. Yngvi et Alf, fils d'Alaric, leur succédèrent.
Cependant, selon d'autres sources, seul Alaric meurt, et dans la partie de l'Ynglingatal citée par Snorri Sturluson, seul Alaric meurt de façon explicite. La mort d'Eric semble être un malentendu de la partie de Snorri, sous l'influence des rois suivants (voir aussi les autres sources ci-dessous):
| Fell Alrekr, þar er Eiríki bróður vápn à bana urðu, ok hnakkmars með höfuðfetlum Dags fríendr de drepask kváðu; frá-à maðr áðr eykja greiði Freys afspring í folk hafa,. | Alrek tomba, tué par Eric, Le sang vital d'Eric rougit la plaine, Le frère tomba par la main du frère ; (...) Doit-il être dit des braves fils de Frey, La race royale, les nobles, Qu'ils se sont battus dans une bataille mortelle Avec le couvre-chef de leurs bestiaux, ? |

Ensuite l'Ynglingatal donne Yngvi et Alf comme successeurs d'Alrek et d'Eirík .
L'Historia Norwegiæ présente un résumé latin de l'Ynglingatal, plus ancien que la citation de Snorri :
| Qui [Dagr] genuit Alrik; hunc frater suus Erikr frein à percussit ad mortem. Alricr autem genuit Hogna [...] | Cet homme [Dag] engendra Alrek, qui a été battu à mort avec une bride par son frère, Eirik. Alrek était le père de Agne, [...] |

Hogna est une erreur pour Agne. Contrairement à l'Ynglingatal, l'Historia Norwegiæ donne Dagr comme prédécesseur d'Alrekr. Au lieu de cela, Alrekr précède Agne, et Yngvi (appelé à tort Ingialdr) succède à Agne. La source encore antérieure de l'Íslendingabók cite la lignée généalogique de l'Ynglingatal et donne la même lignée de succession que l'Historia Norwegiæ:  xi Dagr. xii Alrekr. xiii Agni. xiiii Yngvi.

### Dans laSaga de Gautreket laSaga de Hrólf fils de Gautrek
La Saga de Gautrek (Gautreks saga) fait également d'Alrek et Eirík les fils d'Agni par Skjálf et co-rois, et c'est auprès d'eux que le guerrier Starkad fuit après avoir assassiné le roi Vikar. Starkad servit d'abord à leurs côtés comme compagnon de leurs expéditions  vikings ; puis, une fois qu'Alrek et Eirík se furent installés, il alla plus loin dans des raids vikings à son compte.
Mais le roi Alrek eut une vie courte. Eirík frappa mortellement Alrek avec une bride lors d'une sortie pour entraîner leurs chevaux, puis il régna en tant que seul souverain de Suède. Cette version dit qu'Eirík régna pendant longtemps, comme il est dit dans la Hrólfs saga Gautrekssonar (Saga de Hrólf fils de Gautrek).
Cette deuxième saga introduit Thornbjörg (ou Þornbjörg), la fille du roi Eirík et de la reine Ingigerd, qui était une habile skjaldmö et régna sur une partie du royaume. Thornbjörg s'est même appelée Roi Thorberg. Mais finalement, elle tomba amoureuse d'Hrólf, fils de Gautrek, et accepta de l'épouser, à tel point qu'elle abandonna ses armes à son père, le roi Eirík, et se mit à la broderie.

### Dans laGesta Danorum
Dans le livre 5 de la Gesta Danorum, Saxo Grammaticus introduit Ericus Desertus, c'est-à-dire Erik l'Éloquent, fils d'un champion nommé Regnerus (Ragnar), tous deux Norvégiens au service du roi Gøtarus (Götar) de Norvège, un monarque inconnu par ailleurs. Cet Erik est susceptible d'être le Eirík l'Éloquent ou Eiríkr le Sage en Discours mentionné par Snorri Sturluson dans le Skáldskaparmál comme étant de la lignée des Ylfings. Mais il n'a pas laissé de traces claires dans ce qui nous reste de la littérature nordique.
Saxo raconte comment Erik déjoua tous ses ennemis avec ruses et astuces, et devint le conseiller de Fróði fils de Fridleif, roi de Danemark. Les expéditions d'Erik au nom de Fróði se passaient toujours bien grâce à la ruse d'Erik  et à sa manière de manier les mots. Finalement Erik épousa la sœur de Fróði, Gunvara, et le demi-frère aîné d'Erik, Rollerus (Rouleau), fut fait roi de Norvège.
Ensuite Saxo introduit un roi des Suédois nommé Alricus (Alrik) qui correspond à Alrek de la tradition nordique. Alrik était en guerre contre Gestiblindus, roi des Geats, et Gestiblindus cherchait alors l'aide de Fróði (dans la saga nordique Hervarar saga, Gestumblindi est un nom emprunté par Odin déguisé et il est possible que ce Gestiblindus soit aussi Odin déguisé)
Erik et Skalk le Scanien poursuivirent la guerre et tuèrent Alrik le fils de Gunthiovus (en vieux norrois, Gunnþjófr) chef des hommes du Vermland et Solongs. Ensuite eurent lieu un pourparler et un entretien secret entre Alrik et Erik dans lequel Alrik essaya de gagner Erik à sa cause. Quand ceci échoua, Alrik demanda que la guerre soit réglée par un combat singulier entre lui-même et Gestiblindus. Erik refusa cette offre en raison de l'inaptitude de Gestiblind et de son âge avancé, mais fit une contre-offre de se battre dans un tel duel avec Alrik lui-même si Alrik le voulait. La lutte se produisit tout de suite. Alrik fut tué et Erik sembla être mortellement blessé, de sorte que la nouvelle arriva au roi Fróði comme quoi Erik était mort. En effet, Erik mit longtemps à récupérer. Cependant Fróði fut détrompé quand Erik lui-même rentra annonçant que Fróði était maintenant aussi roi de Suède, de Värmland, de Hälsingland et de Solor. Fróði donna par la suite toutes ces terres à Erik pour qu'il y règne directement et lui donna aussi les deux Laponies, la Finlande et l'Estonie comme dépendances payant son tribut annuel.
Saxo explique que cet Erik a été le premier roi suédois à être appelé Erik, mais qu'après lui, ce fut un nom très commun parmi les rois suédois. Il écrit aussi que'Erik rencontra et aida le champion Arngrim, un récit en accord avec la Hervarar saga, où les fils d'Arngrim rencontrent Yngvi, le successeur d'Erik (voir par exemple Angantyr et Hjalmar).
Le fait que le duel se produise à la fin de "l'entretien secret" suggère qu'Alrik et Erik étaient seuls quand ils se sont battus, tout comme leurs homologues des récits nordiques. Qu'Erik était porté pour mort suggère la connaissance de la version de la Saga des Ynglingar, dans laquelle les deux combattants trouvèrent la mort. Il n'y a aucune mention des mors de chevaux. Mais ailleurs Erik n'est pas un grand duelliste ou champion, mais plutôt un filou qui gagne grâce à des stratagèmes et des mots trompeurs de sorte que probablement que Saxo ou sa source ignore une ruse dans laquelle une bride de cheval joua un rôle.

Saxo mentionne également le séjour de Starkad en Suède, dans le Livre 6, dans un résumé de la vie de Starkad jusqu'à ce point de son histoire. Mais Saxo n'indique pas quel roi ou quels rois régnèrent ensuite en Suède, en disant seulement :
... il alla dans le pays des Suédois, où il vécut à loisirs en l'espace de sept ans avec les fils de Frø.
Frø est bien sûr le dieu Frey, l'ancêtre de la dynastie suédoise.
Au début du Livre 6, Saxo note qu'Erik est mort d'une maladie et que son fils Haldanus (Halfdan) lui succéda. Halfdan fut plus tard tué par des rivaux pour le trône, mais le guerrier Starkad établit l'héritier d'Halfdan, Siward, comme nouveau roi. La fille de Siward, Signe, fut mariée au roi Harald du Danemark, qui fut co-roi avec son frère Fróði. Plus tard, Halfdan le fils d'Harald, alors roi de Danemark, tua Siward lors d'une guerre. Mais le petit-fils de Siward, Erik, le fils de  l'oncle d'Halfdan Fróði par Signe, l'héritier direct du trône, s'éleva alors contre Halfdan. Après une longue guerre, ce deuxième Erik fut capturé par Haldfan et laissé enchaîné dans les bois pour y être dévoré par les bêtes. Avec lui, il semble que la lignée suédoise d'Erik l'Éloquent, tel que défini par Saxo, toucha à sa fin.

## Commentaires
Il est difficile de savoir si les récits sur un roi danois nommé Halfdan (qui devint roi de Suède et que l'on trouve dans la Gesta Danorum) et ceux de la Saga des Ynglingar sont oui ou non liés.
Les traditions de frères jumeaux liés à des chevaux apparaissent de façon courante dans les cultures indo-européennes et sont comme des légendes fondatrices à propos de deux frères jumeaux, où l'un tue l'autre. Il est possible qu'Alrek et Eirik soient le reflet de ces traditions.

## Famille

### Mariage et enfants
Avec Dagreid, Alaric eu :
- Yngvi et Alf.

Avec Ingigerd, Eric eu :
- Þornbjörg.

## Galerie

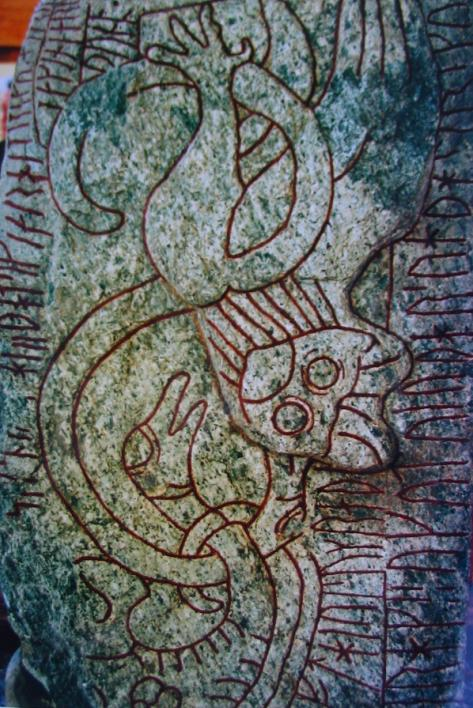
La pierre runique de Sparlösa érigée au cœur du pays des Goths de Scandinavie dans le Västergötland mentionne une grande bataille, ainsi que les noms d'Erik et d'Alrik et le père qui résidait à Uppsala.

### Sources secondaires
- Nerman, B. Det svenska rikets uppkomst. Stockholm, 1925.